# Hoe vond u Eve?
Hoe vond u Eve? is een hoorspel naar een blijspel van Roger Lee. Alfred Pleiter vertaalde het en de AVRO zond het uit op donderdag 23 oktober 1969. De regisseur was Dick van Putten. De uitzending duurde 76 minuten.

## Rolbezetting
- Jan Borkus (Claude Mortimer)
- Els Buitendijk (Jasmine Doone)
- Maria Lindes (Eve)
- Wam Heskes (Mr. Tracey)
- Paul van der Lek (Harvey Capone)
- Herman van Eelen (de butler)
- Tine Medema (Miss Pratt)
- Frans Somers, Gerrie Mantel, Jos van Turenhout, Willy Ruys & Martin Simonis (verdere medewerkenden)

## Inhoud
Het gaat hier om de dochter van een miljonair die meent dat het tot haar status behoort in Londense nachtclubs een onbehoorlijk aantal cocktails te moeten drinken. Het gevolg is dat zij het betamelijke daardoor dikwijls niet meer zo helder ziet en zich dan onbetamelijk gaat gedragen, hetgeen een doorn in het oog van haar rijke papa is. Gelukkig is daar de psychiater Claude Mortimer en papa geeft aan deze Claude de opdracht Eve eens te psycho-analyseren of hoe dat ook heten mag… Eve wil zo’n psychoanalyse wel en Claude, die al vanaf zijn geboorte met een miljonairsdochter in aanraking wil komen, laat er geen gras over groeien. Het moet dus maar meteen gebeuren. Bovendien is het gemakkelijk dat er een divan aanwezig is waarop Eve dan kan gaan liggen. Het wordt alles bij elkaar een uiterst spannende analyse, waarbij blijkt dat Eve met een probleem zit: ze schijnt nooit een beslissing te kunnen nemen, bijvoorbeeld met mannen! Ze denkt daarbij steeds aan een heel speciale man. Hij scharrelt in allerlei dingen en heel speciaal zorgt hij voor de bookmakers op de paardenrennen. Hij zorgt er namelijk voor dat zij niet beroofd worden en daar betalen ze hem dan “poen” voor natuurlijk. Met andere woorden, die speciale man is een soort gangster. Zijn naam is Harvey Capone en hij is ook een soort “persoonlijke gemachtigde” van de papa van Eve, de miljonair Stephen Tracey. Zo althans begint dit spel vol verrassende ontwikkelingen…